# Albellatge
L'albellatge (Hyparrhenia hirta), també anomenat jaç, herbamans, llistó o fenàs de cuques és una poàcia que es troba en prats i pastures seques de l'Àfrica, el sud d'Europa i Àsia.
És una planta perenne hemicriptòfita, que sol tenir una alçada entre 30 i 120 cm però que pot arribar a 170 cm en condicions favorables. Es distingeix d'altres poàcies comunes per les seves fulles de color verda lleugerament blavoses quan són tendres i torrat tirant a bronze quan s'assequen i per la seva panícula laxa i d'aspecte desordenat, amb raïms pilosos de 2-4 cm reunits en parells a l'extrem de les branquetes.
De les sabanes de l'Àfrica oriental i meridional s'estén fins a ambdues ribes de la conca mediterrània i per l'Orient Pròxim fins a l'Índia. Als Països Catalans es fa tot el territori fins a 1000 m d'altitud, i hi és força comú, si bé escasseja a les contrades continentals.
Creix en prats secs assolellats i vores de camins. És l'espècie dominant del prat sabanoide d'albellatge.

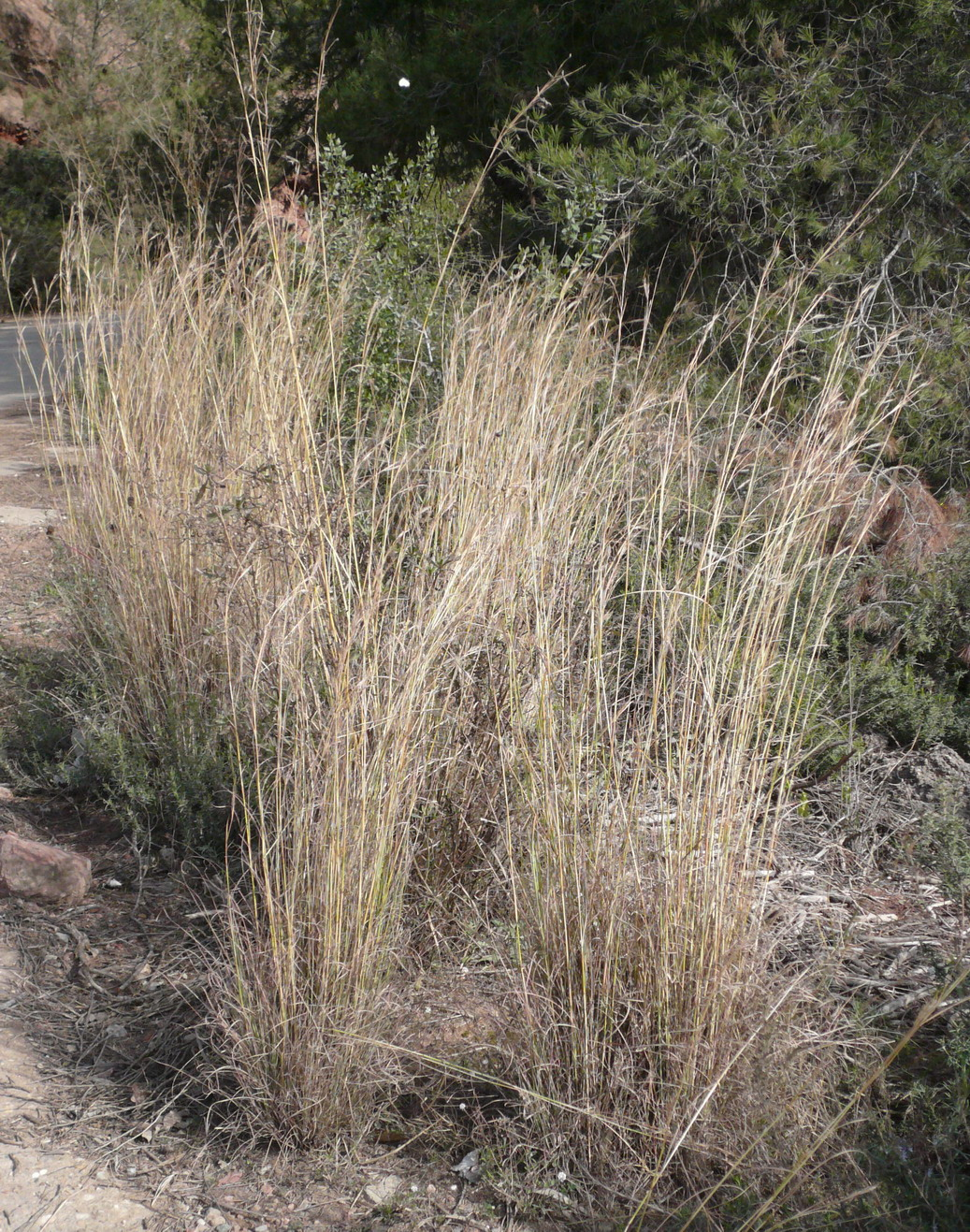
Mates d'albellatge al Papiol (Baix Llobregat) al mes de febrer